# Badrutt's Palace Hotel
Le Badrutt's Palace est un hôtel de luxe et un complexe hôtelier situé à Saint-Moritz, en Suisse. Ouvert en 1896, cet hôtel dépend du consortium The Leading Hotels of the World qui rassemble 375 hôtels de luxe dans le monde. Il figure dans la liste d'hôtels cinq étoiles en Suisse, également dénommée Swiss deluxe hotels.

### Création

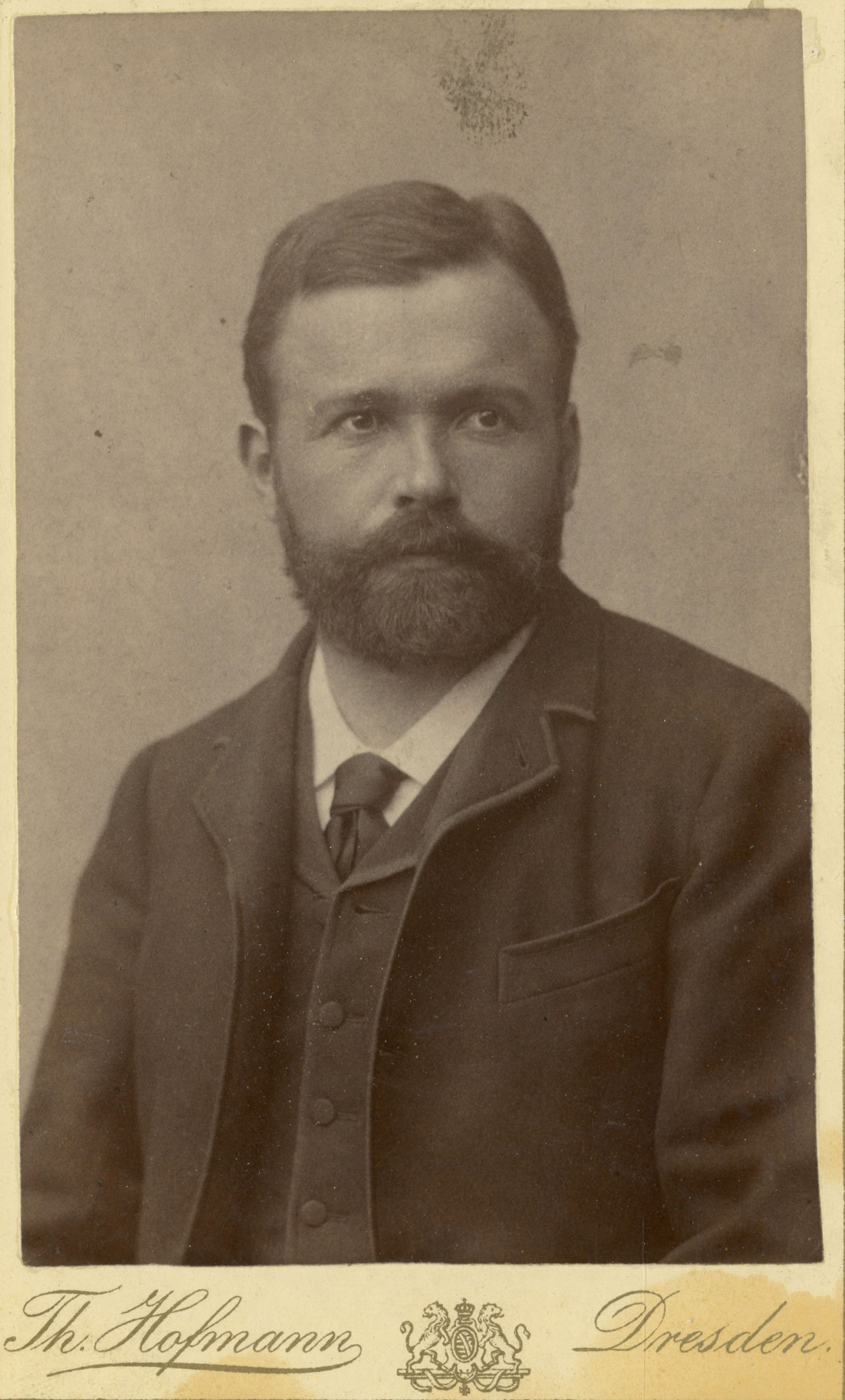
Caspar Badrutt

## Histoire

### Équipement
La direction de l'établissement met progressivement en place de nombreuses activités afin de divertir ses clients avec la création d'un court de tennis intérieur, d'un parcours de patin à glace sur le lac, des bains électriques, un golf, des cours de yoga dès les années 1930... 
Avant même l'ouverture de l'hôtel, c'est ce même Caspar Badrutt, qui avait construit une piste de bobsleigh pour distraire ses clients, présents dans la station en hiver. La première piste glacée en forme de demi-cylindre (half pipe) Saint-Moritz y accueillera les premières compétitions officielles en 1884. Cette même piste, qui est toujours en service, a accueilli deux éditions des Jeux olympiques d’hiver.